# 魏騏
魏騏，字仲房，號南齋，浙江蕭山縣人。明朝政治人物。

## 生平
永樂二年，魏騏中式二甲第四十九名進士，授松江府訓導，后召入朝參與修撰《永樂大典》，升任太常寺博士。宣德十年（1425年）升南京太常寺少卿。
正統年間，升吏部侍郎，居官清廉，再升南京吏部尚書。景泰年間，致仕回鄉。卒諡文靖。

## 著作
存有《南齋摘稿》。